# 11. Riigikogu
Der 11. Riigikogu wurde am 4. März 2007 gewählt und trat am 2. April 2007 zu seiner Konstituierung zusammen. Damit endeten die Legislaturperiode des 10. Riigikogu und die Amtszeit der Regierung Ansip II. Im 11. Riigikogu waren sechs Parteien (SDE, Grünen, Keskerakond, Reformpartei, Isamaa, ERL) vertreten, die sechs – später fünf – Fraktionen bildeten; vier Abgeordnete waren fraktionslos.

## Sitzungen

### Konstituierende Sitzung
Der 11. Riigikogu versammelte sich zur Eröffnungssitzung am 2. April 2007. Ene Ergma (I) wurde zur Parlamentspräsidentin des Riigikogu, Kristiina Ojuland (RE) und Jüri Ratas (K) zu stellvertretenden Vorsitzenden gewählt. Bei der Wahl der Stellvertreter wird die Person mit den meisten Stimmen zum 1. Stellvertreter, die jeweils nachfolgende zum 2. Stellvertreter ernannt.

## Parlamentsvorstand
| Parlamentspräsident | Partei | Amtszeit                     |
| ------------------- | ------ | ---------------------------- |
| Ene Ergma           | (I)    | 2. April 2007– 4. April 2011 |
| 1. Stellvertreter   | Partei | Amtszeit                     |
| Kristiina Ojuland   | (RE)   | 2. April 2007– 15. Juni 2009 |
| Keit Pentus         | (RE)   | 15. Juni 2009– 4. April 2011 |
| 2. Stellvertreter   | Partei | Amtszeit                     |
| Jüri Ratas          | (K)    | 2. April 2007– 4. April 2011 |

Am 27. März 2008 wurde der Vorstand neu gewählt und alle Amtsträger in ihrem Amt bestätigt. Am 15. Juni 2009 wurde die Stellvertreterschaft neu gewählt. Hier wurde Keit Pentus mit 51 Stimmen zur 1. Stellvertreterin und Jüri Ratas mit 49 Stimmen zum 2. Stellvertreter bestimmt.

## Rücktritte und Fraktionsaustritte
Am 23. April 2008 verließ Jaan Kundla die Keskerakond um einem unehrenhaften Ausschluss zu entgehen, da er einen Skandal auslöste, indem er seine persönlichen Ausgaben über den Riigikogu finanzierte. Er blieb als fraktionsloser Abgeordneter im Parlament.
Am 12. März 2010 verließ Tarmo Mänd die Estnische Volksunion und trat der Reformpartei bei.
Am 14. Juni 2010 verließen die Abgeordneten Jaanus Marrandi, Karel Rüütli und Jaan Õunapuu die Estnische Volksunion und traten der Sozialdemokratischen Partei bei. Die Fraktion der Estnischen Volksunion hatte damals nur drei von fünf erforderlichen Abgeordneten; die Fraktion wurde daher aufgelöst.